# Kornhaus an der Ameide
Das Kornhaus ist ein denkmalgeschützter Fachwerkbau an der Ameide in Detmold im Kreis Lippe (Nordrhein-Westfalen).

## Geschichte und Architektur
Ältere Veröffentlichungen geben als Bauzeit das späte 17. Jahrhundert an, so nennt z. B. das Denkmalkataster der Stadt Detmold noch das Jahr 1695.
Neuere Quellen datieren das Gebäude jedoch auf 1587 und schreiben es dem Baumeister Iggenhausen zu, der auch an der Fachwerkgestaltung des Jagdschlosses Oesterholz beteiligt war.
Der langgestreckte, dreigeschossige Fachwerkbau mit Satteldach und zwei Dachgeschossen diente ursprünglich als Kornhaus der Meierei Schieder und ist dessen ältestes erhaltenes Gebäude. Als Bauherr gilt demnach der damalige Besitzer der Meierei, Graf Simon VI. Es wurde ab 1955 wegen Baufälligkeit in Schieder abgetragen und in den Jahren bis 1958 fachgerecht an seinem heutigen Platz in Detmold wiederhergestellt. Seitdem ist es Teil des Lippischen Landesmuseums und beherbergt vornehmlich heimatkundliche Schaustücke.
Seit dem 15. Mai 1985 ist das Gebäude unter der Nummer 91 in der Denkmalliste der Stadt Detmold eingetragen.